# Astisata
Astisata (em latim: Astisata; em armênio: Աշտիշատ; romaniz.: Aštišat) era uma cidade da Armênia do cantão de Taraunitis, na província de Turuberânia. Foi um importante centro religioso pagão e a primeira sede cristã oficial do Reino da Armênia.

## História
Astisata estava situada no cantão de Taraunitis, na província de Turuberânia, mas sua posição exata é incerta. Geralmente é associada ao sítio do Convento de São Isaque, destruído por Tamerlão no século XIV, sobre uma colina ao norte da confluência dos rios Murade e Carasu, a norte de Muxe, perto da vila de Terque. Etimologicamente, o nome significa “a felicidade de Asti” (Astarte?), mas sua etimologia popular era "[lugar de] muitos sacrifícios" (yašt + šat, "muitos"). Os Vanúnios, descendentes de Vaagênio, reinaram como sumo sacerdotes da Armênia pré-cristã em Astisata, onde havia o célebre templo dedicado a ele. Astisata também tinha templos dedicados a Anaíte e Astlique.
O templo de Vaagênio foi destruído por Gregório, o Iluminador, que recebeu lá o "apostólico" e construiu a Igreja de João Batista e São Atenógenes, com os altares dos nomes da glória de Cristo e da Santíssima Trindade. Ele batizou lá 190 mil pessoas. Em 314, os gregóridas, descendentes de Gregório, obtiveram Astisata dos Vanúnios e incorporaram-na, junto de outros territórios, num Estado patriarcal próprio. Robert H. Hewsen propôs que o cantão de Aspacúnia pertencia a Astisata. Vertanes, filho de Gregório, foi vítima de tentativa de assassinato na igreja de Astisata por membros da casta pagã. Segundo Fausto, pouco após 353, o eunuco Cílaces visitou Astisata para orar e receber as bênçãos do católico Narses (r. 353–373). Ao chegar, Narses e ele abençoaram um ao outro e Cílaces perambulou da residência episcopal às capelas dos santos. Quando voltou, entrou na sala de jantar, sentou-se e começou a comer e beber. Quando estava saciado e bêbado, falou arrogante e presunçosamente, insultando o rei Tiridates III (r. 298–330) e os reis mortos e vivos da dinastia arsácida:
| “ | Por que locais como esse foram dados não a homens, mas pessoas vestidas com trajes de mulheres? Devemos demolir esses lugares, pois uma mansão real deveria ser construída aqui. E se eu, hair-mardepetes [Cílaces], retornar vivo ao rei, substituirei o que está aqui, removerei as pessoas daqui e construirei um aposento real. | ” |

Expansão dos Mamicônios, com Taraunitis situada ao sul

Narses retrucou e Cílaces deixou os lugares sagrados. Fausto ainda diz que estava no topo da colina Carque e suas igrejas já traziam o título anacrônico de "Igreja Matriz" (Mayr Ekełecʿi). Narses reuniu um concílio em Astisata ca. 353 que organizou a Igreja Apostólica Armênia; o zoroastrismo, paganismo, os casamentos consanguíneos e ritos funerários antigos foram proibidos e muitas instituições voluntárias (leprosários, orfanatos, etc.) foram criadas, as "bases da benevolência caridosa" na Armênia. O primeiro católico não gregórida da Armênia, Farnarses (r. 348–352), era nativo de Astisata. Desde as primeiras décadas do século V, com a morte de Isaque I, o Grande, o último gregórida masculino, a família Mamicônio sob Amazaspes I recebeu a propriedade gregórida devido ao casamento do último com Isaacanus. Segundo João Mamicônio, as relíquias de Narses foram levadas para Astisata, mas a igreja foi destruída pelos árabes. O Mosteiro de Glaque, seis horas a oeste de Terque, é celebrado por Zenóbio de Glaque como fundação de Gregório, mas Fausto diz que a igreja de João Batista e Atenógenes estava em Matravanque, no sul do rio Arsânias.